# Kali Yug, la dea della vendetta
Kali Yug, la dea della vendetta é um filme franco/ítalo/alemão de 1963, dos gêneros aventura, drama, épico e romance, dirigido por Mario Camerini, roteirizado por Leonardo Benvenuti, Piero De Bernardi e Guy Elmes, baseado no livro de Robert Westerby, música de Angelo Francesco Lavagnino.

## Sinopse
India, fim do século 19, um médico começa a trabalhar com os nativos indianos, nesse momento seguidores da seita Kali iniciam sangrenta revolta contra os infiéis europeus.

## Elenco
- Paul Guers ....... Dr. Simon Palmer
- Senta Berger ....... Catherine Talbot
- Lex Barker ....... Major Ford
- Sergio Fantoni ....... Ram Chand
- Klaus Kinski ....... Saddhu
- Ian Hunter ....... Robert Talbot
- I.S. Johar ....... Gopal
- Claudine Auger ....... Amrita
- Joachim Hansen ....... Tenente Collins
- Michael Medwin ....... Capitão Walsh
- Roldano Lupi ....... Maharadja d'Hasnabad
- Alfio Caltabiano
- Luciano Conversi
- Paul Muller

## Nota sobre o filme
- Lançado no Brasil em versão reduzida de dois filmes, sob o título: Brasil: Kali Yug, a fúria dos bárbaros   (Kali Yug, la dea della vendetta / Il mistero del tempio indiano)